# Abell 2667
Abell 2667 est un amas de galaxies situé dans la constellation du Sculpteur. Sa vitesse par rapport au fond diffus cosmologique est de 69 366 ± 202 km/s, ce qui correspond à une distance de Hubble de 1 024,0 ± 71,7 Mpc (∼3,34 milliards d'al).

## Découverte
L'amas a été découvert par l'astronome américain George Ogden Abell sur des plaques photographiques du relevé Palomar Observatory Sky Survey, à la suite de quoi ce dernier l'inclut dans son catalogue publié en 1958. 

## Caractéristiques
L'amas de galaxies Abell 2667 est principalement connu pour ses effets de lentille gravitationnelle. À ce sujet, l'image fortement déformée d'une galaxie en arrière plan (A2667a) est visible à gauche de la principale galaxie de l'amas (en jaune, à droite sur l'image du télescope spatial Hubble).
Une étude publiée en 2006 et basée sur des observations de l'amas par le télescope spatial Hubble, a mené à la détection de régions diffuses au sein d'Abell 2667 que l'on pense être associées à des concentrations de débris de marée et de matière, probables vestiges d'interaction gravitationnelle ou de fusion entre les galaxies membres de l'amas. Cette matière à la dérive plonge actuellement vers le centre de l'amas, en direction de sa plus vaste galaxie (voir la prochaine section).
Notons également que l'amas abrite la Galaxie Comète, une galaxie spirale unique en son genre déformée par un effet de décapage par pression dynamique dû au fait qu'elle traverse à grande vitesse une région dense de son amas galactique. Cette galaxie pourrait être une probable galaxie méduse.

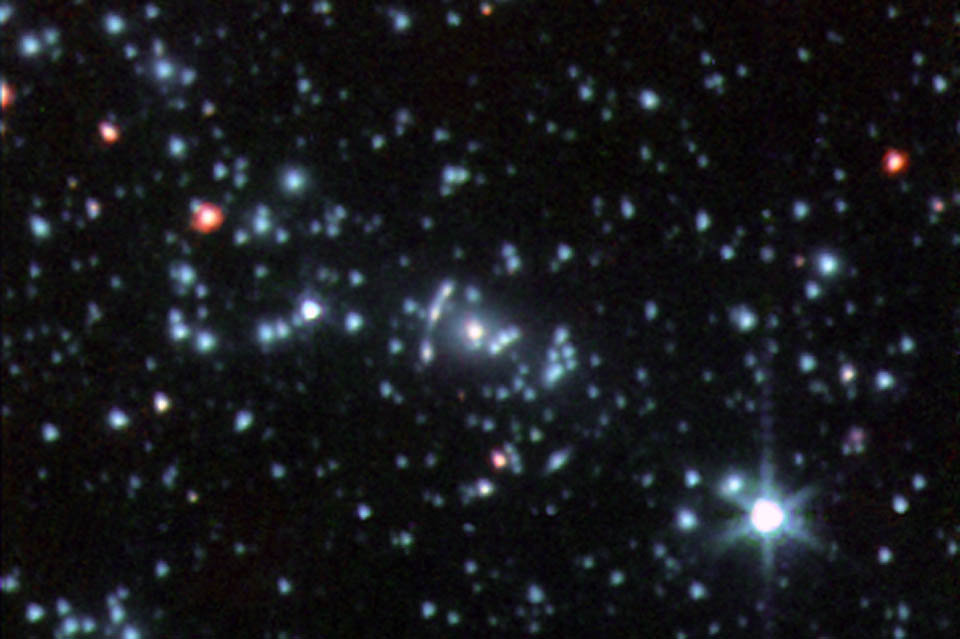
Abell 2667 imagé dans le domaine des infrarouges par le télescope spatial Spitzer. Le plus gros des points rouges vifs, visible en haut à gauche, correspond à la Galaxie Comète.

### Galaxie dominante
La principale galaxie de l'amas est PGC 771756, une très vaste galaxie elliptique. Sa vitesse par rapport au fond diffus cosmologique est de 70 025 ± 92 km/s, ce qui correspond à une distance de Hubble de 1 032,82 ± 72,31 Mpc (∼3,37 milliards d'al). Son envergure est d'environ 114,27 kpc (∼373 000 al),.
PGC 771756 est la galaxie la plus brillante de l'amas (noté BCG) et abrite un noyau actif qui, selon la base de données Simbad, serait de type Quasar. Cette activité pourrait être issue d'une accrétion de gaz froid par le trou noir supermassif niché en son centre, ou bien d'une fusion galactique. La masse de ce trou noir est estimée à environ 3,8 × 109 M☉.